# Oliver Axnick
Oliver Axnick (* 17. Mai 1970 in Füssen) ist ein ehemaliger deutscher Curlingspieler. Er ist zweifacher Europameister und siebenfacher Deutscher Meister.

## Werdegang
Mit dem Curling begann Axnick im Alter von 16 Jahren. Seit 1992 gehört er dem Team von Andreas Kapp beim Curling Club Füssen an, mit dem er zu einem der erfolgreichsten deutschen Curlingspieler aufstieg.
Seinen ersten Titel feierte er 1992 bei den Europameisterschaften im schottischen Perth. Diesen Erfolg konnte er 1997 bei den Titelkämpfen in Füssen wiederholen. Bei Weltmeisterschaften erreichte Axnick drei dritte Plätze (1994, 1995, 2005) und wurde 1997 in Bern Vizeweltmeister. Axnick nahm an den Olympischen Winterspielen 2006 und 1998 teil, konnte sich aber jeweils nicht für das Halbfinale qualifizieren.
Auf nationaler Ebene sicherte sich Axnick mit dem Curling Club Füssen insgesamt sieben Deutsche Meistertitel: 1994, 1995, 1997, 1999, 2000, 2001, 2005.
Nachdem sich Axnick 2006 aus dem aktiven Curlingsport zurückzog, unterstützte er von 2007 bis 2010 das deutsche Curling als Bundestrainer. Er wurde 2007 bei der Weltmeisterschaft in Edmonton noch als Co-Trainer für das Team Kapp Vizeweltmeister und trainierte die beiden deutschen Teams bei den Olympischen Winterspielen 2010 in Vancouver. Ende Juni 2010 beendete er seinen Trainervertrag aus beruflichen Gründen.